# Danh sách chương truyện Kết giới sư

Trang bìa tập 1 của Kết giới sư được xuất bản bởi Shogakukan

Kết giới sư là một manga hành động, siêu nhiên của họa sĩ Tanabe Yellow. Truyện được in nhiều kì trong tạp chí Shōnen Sunday từ số 47 năm 2003 và được xuất bản thành tập bởi nhà xuất bản Shogakukan. Tập truyện đầu tiên được phát hành vào ngày 18 tháng 2 năm 2004 và tập 28 được phát hành ngày 18 tháng 2 năm 2010. Kết giới sư được nhận giải thưởng Manga Shogakukan năm 2007 dành cho thể loại shōnen manga.
Tháng 4 năm 2005, Viz Media thông báo họ đã mua được bản quyền dịch thuật và xuất bản Kết giới sư ở Bắc Mĩ. Viz Media phát hành tập đầu tiên vào ngày 3 tháng 5 năm 2005 và đến tập 9 vào ngày 9 tháng 2 năm 2010.
Kết giới sư cũng được mua bản quyền ở Pháp bới Pika Édition, ở Đức bới Carlsen Comics, ở Hồng Kông bởi Rightman Publishing Limited, ở Indonesia bởi Elex Media Komputindo, ở Italia bởi Planet Manga, ở Malaysia bởi PCM Comics, ở Hàn Quốc bởi Bookbox, ở Tây Ban Nha bởi Editorial Ivrea, ở Đài Loan bởi Tong Li Comics, và ở Việt Nam bởi Đồng Lưu trữ ngày 8 tháng 4 năm 2016 tại Wayback Machine.
Kết giới sư đã được dựng thành 52 tập anime bởi Sunrise và được công chiếu trên kênh Nippon Television, Yomiuri TV, và Nippon News Network từ ngày 16 tháng 10 năm 2006 đến ngày 12 tháng 2 năm 2008.
Đồng thời, Kết giới sư cũng đã được dựng thành 3 trò chơi video.

## Danh sách các chương truyện đã được in thành tập
| Số tập | Nhật Bản | Nhật Bản                    | Bắc Mĩ             | Bắc Mĩ              |
| Số tập | Ngày phát hành | ISBN                        | Ngày phát hành     | ISBN                |
| ------ | --- | --------------------------- | ------------------ | ------------------- |
| 1      | 18 tháng 2 năm 2004 | ngày 4 tháng 9 năm 127061-1 | 3 tháng 5 năm 2005 | 978-1-59116-968-0   |
|        | - 001. "Yoshimori and Tokine" (良守と時音 "Yoshimori to Tokine") - 002. "Scars" (傷 "Kizu") - 003. "Yoshimori's Ambition" (良守の野望 "Yoshimori no Yabō") - 004. "Human Ghost" (人間霊 "Ningen Rei") - 005. "Nutrients" (養分 "Yōbun") - 006. "A Dangerous Man" (危険な男 "Kiken na Otoko") - 007. "Flower of Passion" (情熱の花 "Jōnetsu no Hana") |                             |                    |                     |
| 2      | 17 Tháng 4 2004 | ngày 4 tháng 9 năm 127062-X | 16 Tháng 8 2005    | 978-1-59116-970-3   |
|        | - 008. "Tokio Yukimura" (雪村時雄 "Yukimura Tokio") - 009. "Demon Tamer" (鬼使い "Oni Tsukai") - 010. "Memories and Hatred" (追憶と憎悪 "Tsuioku to Zōo") - 011. "Promise" (誓い "Chikai") - 012. "Yoshimori vs. Yoki" (良守vsヨキ "Yoshimori baasasu Yoki") - 013. "Shadow Organization" (裏会 "Urakai") - 014. "That's All" (ただそれだけ "Tadasoredake") - 015. "Cold Weather Cherry Blossoms (Part 1)" (寒桜(前編) "Kanzakura (Zenpen)") - 016. "Cold Weather Cherry Blossoms (Part 2)" (寒桜(後編) "Kanzakura (Kōhen)")                                                               |                             |                    |                     |
| 3      | 18 Tháng 6 2004 | ngày 4 tháng 9 năm 127063-8 | 15 Tháng 11 2005   | 978-1-4215-0067-6   |
|        | - 017. "A Day in the Life, Part 1" (良守の日々(前編) "Yoshimori no Hibi (Zenpen)") - 018. "A Day in the Life, Part 2" (良守の日々(中編) "Yoshimori no Hibi (Chūhen)") - 019. "A Day in the Life, Part 3" (良守の日々(後編) "Yoshimori no Hibi (Kōhen)") - 020. "A 400-Year Reunion" (4世紀ぶりの再会 "4-Seiki Buri no Saikai") - 021. "Ginro and Koya" (銀露と鋼夜 "Ginro to Kōya") - 022. "The Garden" (庭 "Niwa") - 023. "Mountain Dogs" (山犬たち "Yamainutachi") - 024. "Parting" (別離 "Betsuri") - 025. "Resealing" (再封印 "Saifūin") - 026. "Black Devil" (黒い悪魔 "Kuroi Akuma") |                             |                    |                     |
| 4      | 17 Tháng 9 2004 | ngày 4 tháng 9 năm 127064-6 | 21 Tháng 2 2006    | 978-1-4215-0253-3   |
|        | - 027. "Resonance, Part 1" (残響(前編) "Zankyō (Zenpen)") - 028. "Resonance, Part 2" (残響(中編) "Zankyō (Chūhen)") - 029. "Resonance, Part 3" (残響(後編) "Zankyō (Kōhen)") - 030. "Big Brother and Little Brother" (兄と弟 "Ani to Otōto") - 031. "Masamori Sumimura" (墨村正守 "Sumimura Masamori") - 032. "Hoin" (方印 "Hōin") - 033. "Running Forest" (走る森 "Hashiru Mori") - 034. "Over the Sky" (空の上にて "Sora no Ue nite") - 035. "Resolution" (決意 "Ketsui") |                             |                    |                     |
| 5      | 18 Tháng 11 2004 | ngày 4 tháng 9 năm 127065-4 | 16 Tháng 5 2006    | 978-1-4215-0486-5   |
|        | - 036. "What is Karasumori?" (なんなんだ? "Nan Nanda?") - 037. "Lord Uro" (ウロ様 "Uro-sama") - 038. "Colorless Marsh" (無色沼 "Mushoku Numa") - 039. "Divine Field" (神の領域 "Kami no Ryōiki") - 040. "Footprints of the Divine" (神様の足跡 "Kami-sama no Ashiato") - 041. "Toshimori's Days" (利守の日々 "Toshimori no Hibi") - 042. "Secrets" (隠し事 "Kakushikoto") - 043. "Feathers" (羽 "Hane") - 044. "White Feather Kids" (白羽児 "Shiraha Ji") - 045. "Tokine's Arrow" (時音の矢 "Tokine no Ya")                                                                                |                             |                    |                     |
| 6      | 18 Tháng 2 2005 | ngày 4 tháng 9 năm 127066-2 | 15 Tháng 8 2006    | 978-1-4215-0487-2   |
|        | - 046. "Observer" (監視者 "Kanshisha") - 047. "Research" (研究 "Kenkyū") - 048. "Claw Marks" (爪跡 "Tsumeato") - 049. "Gen Shishio" (志々尾限 "Shishio Gen") - 050. "Birthplace" (生家 "Seika") - 051. "Uninvited Guest" (招かれざる客 "Manekarezaru Kyaku") - 052. "Masamori and Gen" (正守と限 "Masamori to Gen") - 053. "Big-Headed Wheel" (大首車 "Daikubi Kuruma") - 054. "Legitimate Heir" (正統継承者 "Seitō Keishōsha") - 055. "Reward" (賞金首 "Shōkin Kubi") |                             |                    |                     |
| 7      | 18 Tháng 5 2005 | ngày 4 tháng 9 năm 127067-0 | 21 Tháng 11 2006   | 978-1-4215-0488-9   |
|        | - 056. "Curtain Call" (最後の称賛 "Saigo no Shōsan) - 057. "Prince of Central East High" (中高のプリンス "Chūkou no Purinsu") - 058. "Kimiya Hachioji" (八王子君也 "Hachioji Kimiya") - 059. "Karasumori's No. 1" (烏森で一番 "Karasumori de Ichiban") - 060. "Grandpa's Night" (じじいの夜 "Jijii no Yoru") - 061. "Council of Twelve" (十二人会 "Jūnininkai") - 062. "Forever..." (ずっと... "Zutto...") - 063. "Declaring War" (宣戦 "Sensen") - 064. "Negotiation" (交渉 "Kōshō") - 065. "Black Fire" (火黒 "Kaguro")                                                                  |                             |                    |                     |
| 8      | 15 Tháng 7 2005 | ngày 4 tháng 9 năm 127068-9 | 20 Tháng 2 2007    | 978-1-4215-0828-3   |
|        | - 066. "Three Dimensions" (三次元 "Sanjigen") - 067. "Indebted" (借り "Kari") - 068. "Elegance" (美学 "Bigaku") - 069. "No, Not That One" (ダメだよ "Dame da yo") - 070. "The Best Man for the Job" (適任 "Tekinin") - 071. "Four Years Ago (Part 1)" (4年前(前編) "4 Nen Mae (Zenpen)") - 072. "Four Years Ago (Part 2)" (4年前(中編) "4 Nen Mae (Chūhen)") - 073. "Four Years Ago (Part 3)" (4年前(後編) "4 Nen Mae (Kōhen)") - 074. "The Ogi Clan" (扇一族 "Ōgi Ichizoku") - 075. "Decision" (決定 "Kettei")                                                                            |                             |                    |                     |
| 9      | 16 Tháng 9 2005 | ngày 4 tháng 9 năm 127069-7 | 15 Tháng 5 2007    | 978-1-4215-0829-0   |
|        | - 076. "Caged Bird" (籠の鳥 "Kago no Tori") - 077. "Atora Hanashima" (花島亜十羅 "Hanashima Atora") - 078. "Raizo" (雷蔵 "Raizo") - 079. "Dog Fight" (空中戦 "Kūchūsen") - 080. "Gagin and Hekian" (牙銀と碧闇 "Gagin to Hekian") - 081. "A Rat" (鼠 "Nezumi") - 082. "Assault" (襲撃 "Shūgeki") - 083. "The Final Journey" (最後の旅路 "Saigo no Tabiji") - 084. "The Master's Throne" (主の座 "Omo no Ma") - 085. "Agony" (煩悶 "Hanmon") |                             |                    |                     |
| 10     | 15 Tháng 12 2005 | ngày 4 tháng 9 năm 127070-0 | 21 Tháng 8 2007    | 978-1-4215-0909-9   |
|        | - 086. "Baby Steps" (胎動 "Taidō") - 087. "Portable Throne" (動座 "Dōza") - 088. "Attack of the Kokuboro" (黒芒楼襲来 "Kokubōrō Shūrai") - 089. "Pandemonium" (百鬼夜行 "Hyakkiyagyō") - 090. "Alliance" (連携 "Renkei") - 091. "Flame Monster" (炎鬼 "Honoo Oni") - 092. "Total Transformation" (完全変化 "Kanzen Henka") - 093. "Omen" (兆し "Kizashi") - 094. "Sea of Flame" (火の海 "Hi no Umi") - 095. "Eternity" (永遠に "Eien ni") |                             |                    |                     |
| 11     | 17 Tháng 2 2006 | 4-09-120107-5               | 20 Tháng 11 2007   | 978-1-4215-1159-7   |
|        | - 096. "Funeral" (葬列 "Sōretsu") - 097. "Together" (一緒に "Isshoni") - 098. "A Passage to Kokuboro" (黒芒への道 "Kokubōrō e no Michi") - 099. "The Crows of Backyard Mountain" (裏山の鴉 "Urasuyama no Kurasu") - 100. "The Members of the Night Troop" (夜行の面々 "Yakō no Menmen") - 101. "Skirmishes" (小競り合い "Kozeriai") - 102. "Resurgence" (再来 "Sairai") - 103. "Interception" (迎撃 "Geigeki") - 104. "Kokuboro's Hostage" (黒芒の俘虜 "Kokubōrō no Furyo") - 105. "Fighting Alone" (孤軍 "Kogun")                                                                         |                             |                    |                     |
| 12     | 18 Tháng 5 2006 | 4-09-120378-7               | 18 Tháng 2 2008    | 978-1-4215-1524-3   |
|        | - 106. "The Castle" (城 "Shiro") - 107. "Rescue" (救出 "Shūshutsu") - 108. "Byaku and Matsudo" (白と松戸 "Byaku to Matsudo") - 109. "Hollow Man" (空っぽの男 "Karappo no Otoko") - 110. "Advance Payment" (前払い "Maebarai") - 111. "Aihi" (藍緋 "Aihi") - 112. "Flower Ayakashi" (妖花 "Yō Hana") - 113. "The Man Who Would Not Die" (死ねない男 "Shinenai Otoko") - 114. "Outside the Other World" (異界の外 "Ikai no Soto") - 115. "Achilles Heel" (弱点 "Jakuten") |                             |                    |                     |
| 13     | 15 Tháng 9 2006 | 4-09-120630-1               | 20 Tháng 5 2008    | 1-4215-1689-6       |
|        | - 116. "Zure" (ズレ "Zure") - 117. "Warning" (忠告 "Chūkoku) - 118. "True Strength" (真の力 "Shin no Chikara") - 119. "Escape" (脱出 "Dasshutsu") - 120. "Way Back" (帰路 "Kiro") - 121. "Binta" (ビンタ "Binta") - 122. "Visitor" (来訪者 "Raihōsha") - 123. "Kiyoko" (キヨコ "Kiyoko") - 124. "Nail" (釘 "Kugi") - 125. "Master and Student" (師匠と弟子 "Shishō to Deshi) |                             |                    |                     |
| 14     | 16 Tháng 10 2006 | 4-09-120650-6               | 19 Tháng 8 2008    | 1-4215-1690-X       |
|        | - 126. "Jaren" (邪煉 "Jaren") - 127. "Temptation" (誘惑 "Yūwaku") - 128. "Strong Feelings" (強気 "Tsuyoki") - 129. "Master and Follower Contract" (主従契約 "Shujū Keiyaku") - 130. "Kekkai and Zekkai" (結界と絶界 "Kekkai to Zekkai") - 131. "Troublesome Guest" (迷惑な客 "Meiwaku na Kyaku") - 132. "Great Tengu" (大天狗 "Ō-tengu") - 133. "His Lordship" (殿 "Dono") - 134. "Inspection" (査察 "Sasatsu") - Gaiden. "Ryōshu no Iijin" (良守の初陣 "Ryōshu no Iijin") |                             |                    |                     |
| 15     | 18 Tháng 1 2007 | 978-4-09-120878-1           | 18 Tháng 11 2008   | 1-4215-1951-8       |
|        | - 135. "Boxes" (箱 "Hako") - 136. "Hostages" (人質 "Hitojichi") - 137. "No Exit" (出口 "Deguchi") - 138. "The True Nature of the Box" (箱の正体 "Hako no Shotai") - 139. "Four Ayakashi" (4体の妖 "4 Karada no Yō") - 140. "Cocoon" (繭 "Tháng 5u") - 141. "Kurokabuto" (黒兜 "Kurokabuto") - 142. "Responsibility" (責任 "Sekinin") - 143. "Yagami" (ゆがみ "Yagami") - 144. "Total Body" (完全体 "Kansen Karada") |                             |                    |                     |
| 16     | 18 Tháng 4 2007 | 978-4-09-121028-9           | 17 Tháng 2 2009    | 978-1-4215-2222-7   |
|        | - 145. "Karasumori's Wrath" (烏森の怒り "Karasumori no Ikari") - 146. "Order" (秩序 "Chitsujo") - 147. "Report" (報告 "Hōkoku") - 148. "Julia" (ジュリア "Juria") - 149. "Jealousy" (ヤキモチ "Yakimochi") - 150. "Love Triangle" (三角関係 "Sankakukankei") - 151. "Here It Comes!" (落ちてきた! "Ochitekita!") - 152. "Water Dragon" (水龍 "Mizu Ryū") - 153. "Culprit" (犯人 "Han'nin") - 154. "Big Brother's Telephone" (兄の電話 "Ani no Denwa") |                             |                    |                     |
| 17     | = 18 Tháng 7 2007 | 978-4-09-121150-7           | 19 Tháng 5 2009    | 978-1-4215-2223-4   |
|        | - 155. "Abyss" (淵 "Fuchi") - 156. "Tan'yū" (淡幽 "Tan'yū") - 157. "Wicked" (無道 "Mudō") - 158. "Sworn Friend" (盟友 "Meiyū") - 159. "True Zekkai" (本物の絶界 "Honmono no Zekkai) - 160. "Immortality" (不死 "Fushi") - 161. "Correction" (矯正 "Kyōsei") - 162. "Elder Brother's Decision" (兄の選択 "Ani no Sentaku") - 163. "The Master’s Power" (主の力 "Omo no Chikara") - 164. "Envy" (嫉妬 "Shitto") |                             |                    |                     |
| 18     | 18 Tháng 10 2007 | 978-4-09-121205-4           | 18 Tháng 8 2009    | 978-1-4215-2457-3   |
|        | - 165. "Promise" (約束 "Yakusoku") - 166. "Traitor" (裏切り者 "Uragirimono") - 167. "Mind-Reading" (読心 "Dokushin") - 168. "Intelligence Unit" (諜報班 "Chōhō Han") - 169. "Sen Kagemiya" (影宮閃 "Kagemiya Sen") - 170. "Arrival" (飛来 "Hirai") - 171. "Covert Action" (隠密行動 "Onmitsu Kōdō") - 172. "Panic" (恐慌 "Kyōkō") - 173. "Gathering" (集結 "Shūketsu") - 174. "Four-Corner Formation" (四師方陣 "Yonshi Hōjin") |                             |                    |                     |
| 19     | 12 Tháng 1 2008 | 978-4-09-121265-8           | 17 Tháng 11 2009   | 978-1-4215-2612-6   |
|        | - 175. "Compression" (圧縮 "Asshuku") - 176. "Prophecy" (予言 "Yogen") - 177. "Shrine Maiden Saki" (巫女サキ "Miko Saki") - 178. "Crow" (カラス "Karasu") - 179. "Seclusion" (山籠り "Yamagomori") - 180. "Tobimaru" (飛丸 "Tobimaru") - 181. "Investigation" (調査 "Chōsa") - 182. "A Visit" (訪問 "Hōmon") - 183. "Wind Ability User" (風使い "Kaze Tsukai") - 184. "God-Killer" (神殺し "Kami Koroshi") |                             |                    |                     |
| 20     | 18 Tháng 4 2008 | 978-4-09-121348-8           | 9 Tháng 2 2010     | 1-4215-2784-7       |
|        | - 185. "Windy Trap" (風の謀略 "Kaze no Bōryaku") - 186. "Guardian" (番人 "Bannin") - 187. "Transaction" (取引 "Torihiki") - 188. "Big Brother's Wish" (兄の望み "Ani no Nozomi") - 189. "Masamori vs. Ogi" (正守対扇 "Masamori Tsui Ōgi") - 190. "Gigantic Tornado" (巨大竜巻 "Kyodai Tatsumaki") - 191. "Lump of Meat" (肉塊 "Nikukai") - 192. "Youth" (若さ "Wakasa") - 193. "Seriously Worried" (本気で心配 "Honki de Shinpai") - 194. "Left Behind" (おいてけぼり "Oitekebori") |                             |                    |                     |
| 21     | 11 Tháng 7 2008 | 978-4-09-121429-4           | 11 Tháng 5 2010    | = 978-1-4215-2785-7 |
|        | - 195. "Descent" (降臨 "Kōrin") - 196. "Rain" (雨 "Ame") - 197. "The Sinking of the School" (学校沈没 "Gakkō Chinbotsu") - 198. "Decision" (決断 "Ketsudan") - 199. "Stigma" (汚名 "Omei") - 200. "Hidagō" (緋田郷 "Hidagō") - 201. "Memorial Service" (供養 "Kuyō") - 202. "Aim" (狙い "Nerai") - 203. "Collapse" (崩壊 "Hōkai") - 204. "The Heart of the Power" (力の中心 "Chikara no Chūshin") - 205. "Initiation" (伝授 "Denju") |                             |                    |                     |
| 22     | 17 Tháng 10 2008 | 978-4-09-121496-6           | —                  | —                   |
|        | - 206. "Special Search Squad" (特捜班 "Tokusō Han") - 207. "Guillotine Island" (断頭島 "Dantō Shima") - 208. "Inquisition" (詰問 "Kitsumon") - 209. "Escape" (逃走 "Tōsō") - 210. "Island Chase" (島狩り "Shima Kari") - 211. "Ignited" (着火 "Chakka") - 212. "Loophole" (抜け道 "Nukemichi") - 213. "Judgment" (判断 "Handan") - 214. "True Nature" (本性 "Honshō") - 215. "Resistance" (抵抗 "Teikō") |                             |                    |                     |
| 23     | 16 Tháng 1 2009 | 978-4-09-121565-9           | —                  | —                   |
|        | - 216. "Yashiro" (夜城 "Yashiro") - 217. "Revolution" (変革 "Henkaku") - 218. "Willfulness" (わがまま "Wagamama") - 219. "Leniency" (包容力 "Hōyōryoku") - 220. "Evil Thought" (邪念 "Janen") - 221. "Fissures" (地割れ "Jiware") - 222. "Supporter" (助っ人 "Suketto") - 223. "Hiura Sōji" (氷浦蒼士 "Sōji Hiura") - 224. "First-Class Small Shrine" (小一宮 "Shōichi Miya") - 225. "Illusion" (幻影 "Gen'ei") |                             |                    |                     |
| 24     | 17 Tháng 4 2009 | 978-4-09-121894-0           | —                  | —                   |
|        | - 226. "True Ability" (実力 "Jitsuryoku") - 227. "Intruder" (侵入者 "Shin'nyūsha") - 228. "Policy Change" (方針転換 "Hōshin Tenkan") - 229. "Command Oriented" (命令中心 "Meirei Chūshin") - 230. "The Unlucky Ballot" (貧乏くじ "Binbō Kuji") - 231. "Hiura and Shishio" (氷浦と志々尾 "Hiura to Shishio") - 232. "Blank Box" (無想箱 "Musō Bako") - 233. "Majinai Division" (まじない班 "Majinai Han") - 234. "Selfishness" (わがまま "Wagamama") - 235. "Vampire" (吸血 "Kyūketsu") |                             |                    |                     |
| 25     | 18 Tháng 6 2009 | 978-4-09-122015-8           | —                  | —                   |
|        | - 236. "Surrounding Humans" (周りの人間 "Mawari no Ningen") - 237. "State of Mind" (心の状態 "Kokoro no Jōtai") - 238. "Blank Room" (無想部屋 "Musō Beya") - 239. "Ichigō" (壱号 "Ichigō") - 240. "Striped Plain" (縞野 "Shima No") - 241. "Example" (見せしめ "Miseshime") - 242. "War" (戦争 "Sensō") - 243. "Justice" (正義 "Seigi") - 244. "Breaking In" (突入 "Totsunyū") - 245. "Serpent's Eye" (蛇の目 "Ja no Me") |                             |                    |                     |
| 26     | 17 Tháng 9 2009 | 978-4-09-121744-8           | —                  | —                   |
|        | - 246. "Cruel Future" (残酷な未来 "Zankoku na Mirai") - 247. "A Certain Person" (ある人物 "Arujinbutsu") - 248. "Complete Form" (完成形 "Kansei Katachi") - 249. "Shinigami" (死神 "Shinigami") - 250. "Common Trait" (共通点 "Kyōtsuuten") - 251. "Excessive Power" (過剰な力 "Kajō na Chikara") - 252. "Special Human" (特別な人間 "Tokubetsu na Ningen") - 253. "The Promise" (任務と約束 "Ninmu to Yakusoku") - 254. "Conditions" (条件 "Jōken") - 255. "Pierrot" (ピエロ "Piero") |                             |                    |                     |
| 27     | 18 Tháng 12 2009 | 978-4-09-122027-1           | —                  | —                   |
|        | - 256. "Revolution" (回転 "Kaiten") - 257. "Child Prodigy" (神童 "Shindō") - 258. "Source of Power" (動力源 "Dōryokugen") - 259. "Number Three" (参号 "Sangō") - 260. "Fighter" (戦闘員 "Sentōin") - 261. "Power" (力 "Chikara") - 262. "10 Percent" (10割 "Jū-wari") - 263. "Enemies and Allies" (敵味方 "Teki Mikata") - 264. "Lie" (嘘 "Uso") - 265. "Zero" (零 "Zero") |                             |                    |                     |
| 28     | 18 Tháng 2 2010 | 978-4-09-122185-8           | —                  | —                   |
|        | |                             |                    |                     |

## Danh sách các chương chưa được in thành tập
Các chương dưới đây đã được in nhiều kì trong Shōnen Sunday nhưng vẫn chưa được phát hành theo tập.
- 266. "Highest Degree of Blank State" (?)
- 267. "Majinai Elimination" (まじない破り "Majinai Yaburi"?)
- 268. "Majinai Destruction" ( "Majinai Goroshi"?)
- 269. "One-on-One" (一対一 "Sashi"?)
- 270. "Contract Formation" (契約成立 "Keiyaku Seiritsu"?)
- 271. "Denial" (拒絶 "Kyozetsu"?)
- 272. "Equal Resolution" (同等の覚悟 "Dōtō no Kakugo"?)
- 273: "Karasumori" (烏森 "Karasumori"?)
- 274: "Real Finale" (本当の終わり "Hontō no Owari"?)
- 275: "God of Calamity" (災いの神 "Wasawai no Kami?)
- 276: "The Limit of a Human" (人の枠 "Hito no Waku"?)
- 277: "White Zekkai" (白い絶界 "Shiroi Zekkai"?)
- 278: "Dawn" (夜明け "Yoake"?)
- 279: "Worry" (心配 "Shinbai"?)
- 280: "Waking" (目覚め "Mezame"?)
- 281: "The Men of Ogi" (扇の男 "Ōgi no Otoko"?)
- 282: "Log Keeper" (記録係 "Kirokugakari"?)
- 283: "Suigetsu" (水月 "Suigetsu"?)
- 284: "Homecoming" (帰還 "Kikan"?)
- 285: "The Last Night" (最後の夜 "Saigo no Yoru"?)
- 286: "Lord" (お殿様 "Otono-sama"?)
- 287: "Castle Tower" (天守閣 "Tenshukaku"?)
- 288: "Laughter" (笑い声 "Waraigoe"?)
- 289: "Game of Tag" (鬼ごっこ "Onigokko"?)
- 290: "That Time" (その時 "Sono Toki"?)
- 291: "Into the Distance" (遠くへ "Tōku e"?)
- 292: "The New Karasumori Castle" (新烏森城 "Shin Karasumorijō"?)
- 293: "Kumon" (九門 "Kumon"?)
- 294: "Gate" (扉 "Tobira"?)
- 295: "Second Stage" (第2段階 "Dai-ni Dankai"?)

Đây là một danh sách chưa hoàn chỉnh. Bạn có thể giúp Wikipedia .